# Одеський історико-краєзнавчий музей
Одеський історико-краєзнавчий музей (ОІКМ) — обласний музей історії міста Одеси і краю.

## Будівля музею

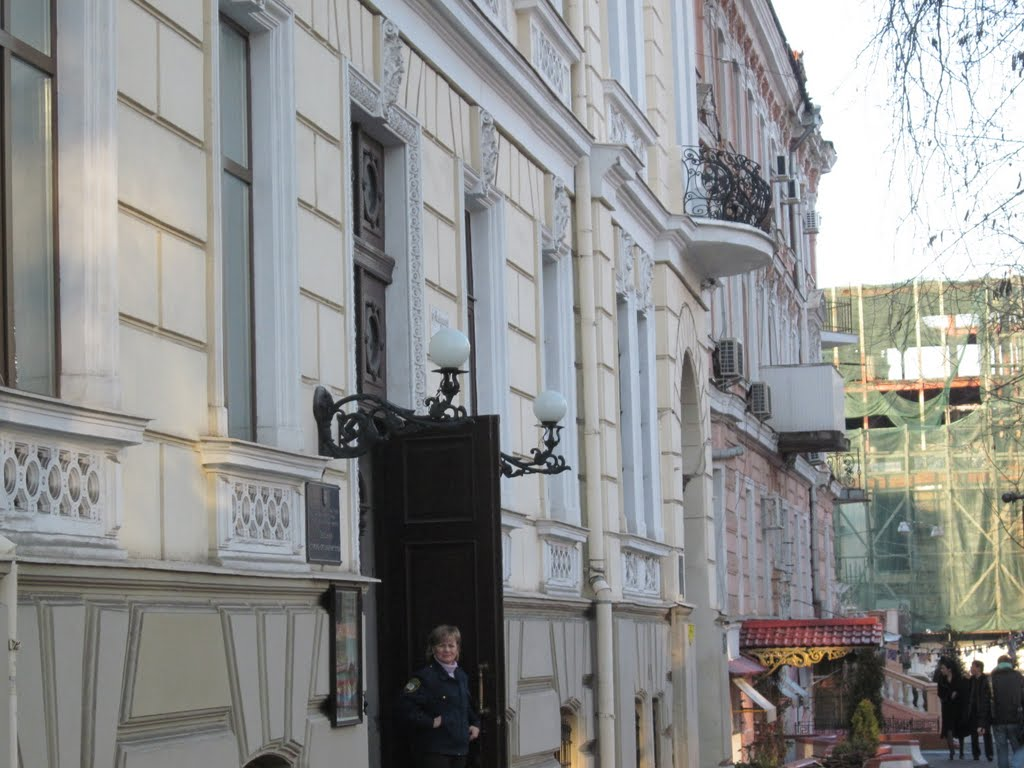
Вхід до музею

Музей розташований в самому центрі Одеси, в особняку палацового типу (особняк Новікова) за адресою вул. Гаванна, 4, побудованому в 1876 році за проектом відомого одеського архітектора Фелікса Гонсіоровського.
Будівля будувалося для одного з великих представників промислово-комерційної еліти того часу — Олександра Яковича Новікова, онука знаменитого одеського купця першої гільдії Іллі Новікова, власника, заснованої в 1806 році, канатної фабрики.
В архітектурі двоповерхового особняка, як і в попередніх творах Фелікса Гонсіоровського, переважає дух стилізаторства, заснований на використанні форм пізнього ренесансу, з варіацією зразків і мотивів, почерпнутих з архітектурної спадщини Італії.
До 1899 року особняк був відомий в Одесі як «Будинок Новикова», а на початку ХХ століття його придбали міські влади.
У 1907 році будинок був зданий в оренду Одеському комерційному зборам.
Після жовтня 1917 тут часто змінювалися власники. У парадних залах розміщувалися різні клубні установи, відомчі бібліотеки, обласні партійні курси. Напівпідвальні приміщення і частина залів першого поверху використовувалися як житловий фонд.

## Історія
Вперше музейна експозиція розмістилася тут в 1948 році. Це була виставка «Героїчна оборона Одеси», на основі якої згодом створили республіканський Музей оборони Одеси.
6 травня 1956 року гостинно відчинив двері своїм першим відвідувачам Одеський державний історико-краєзнавчий музей. Він був сформований на базі Музею оборони Одеси та Одеського обласного краєзнавчого музею. Документи, друковані видання, предмети прикладного та образотворчого мистецтва, нумізматичні колекції XVII–XIX століть, пов'язані з історією міста і краю і колись входили до зібрання Музею Одеського товариства історії та старожитностей, Музею книги, Музею Старої Одеси і деяких інших, виявилися складовою частиною його фондів.
У 1983 році музей закрився на капітальний ремонт, який тривав довгих одинадцять років. В результаті силами Одеських художньо-реставраційних майстерень палацові інтер'єри особняка були відновлені в своєму первозданному вигляді.
У 1998-2024 музей очолювала Віра Солодова.

### Під час російського вторгнення в Україну
31 січня 2025 року, близько 20:00, Росія завдала удару по Одесі балістичними ракетами. За повідомленням голови Одеської обласної військової адміністрації, в результаті вибухів у приміщеннях низки історичних памʼяток, зокрема Одеському історико-краєзнавчому музеї, вибиті вікна та пошкодженно фасад будівлі.

## Колекції
Зібрання музею налічує близько 120 тисяч експонатів і вважається одним з найкращих в Україні.
У нього входять: документи, підписані Катериною II, Г. Потьомкіним, О. Суворовим, П. Зубовим, М. Кутузовим, І. де Рібасом, А. Ланжероном; архітектурні та інженерні проекти будинків, які сьогодні є візитівкою Одеси; графічні та живописні роботи одеських художників; портретний живопис XVIII — поч. XX ст. пензлі А. Моклаковского, Є. Буковецького, Н. Кузнєцова, Г. Честахівського, Д. Крайнєва; колекції ікон, зброї та предметів побуту, нумізматичні та картографічні матеріали.

## Експозиції
В даний час в музеї діють стаціонарні експозиції: «Стара Одеса», "Одеса і край у Великій Вітчизняній війні. 1941–1945 роки", "Зброя з колекції музею", експозиція відділу "Степова Україна" (виставковий зал, розташовуються за адресою: вул. Ланжеронівська, 24а).
У міру накопичення матеріалів в ході науково-дослідної та збиральної роботи створюються і інші експозиції, що розкривають найрізноманітніші аспекти життя Одеси і краю.

## Галерея

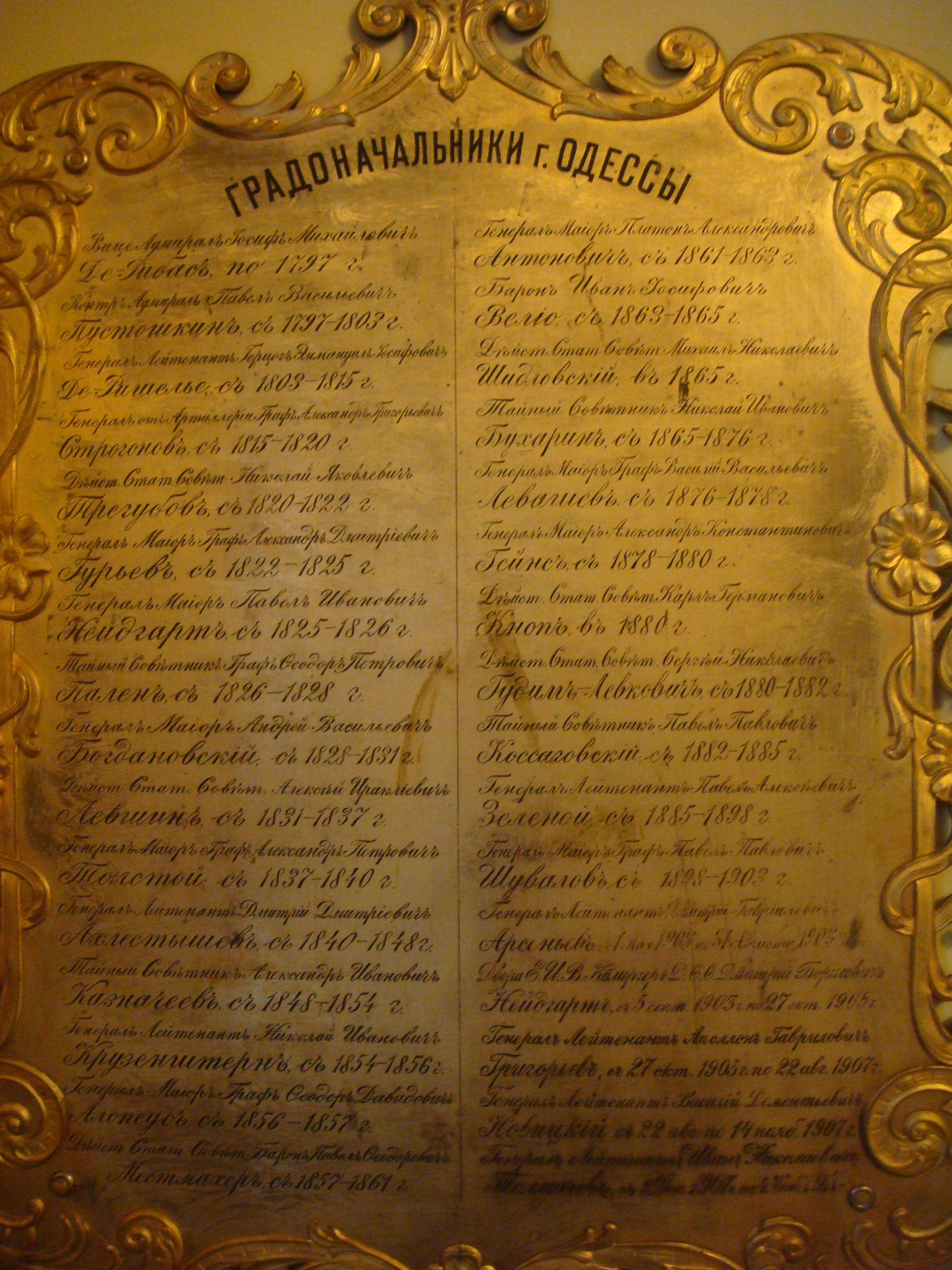
Табличка із прізвищами міських голів Одеси
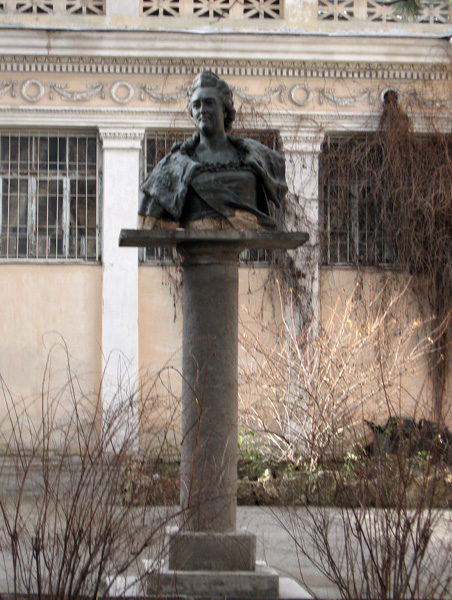
Частки знищеного монумента Засновникам міста у дворі музею: Катерина Друга
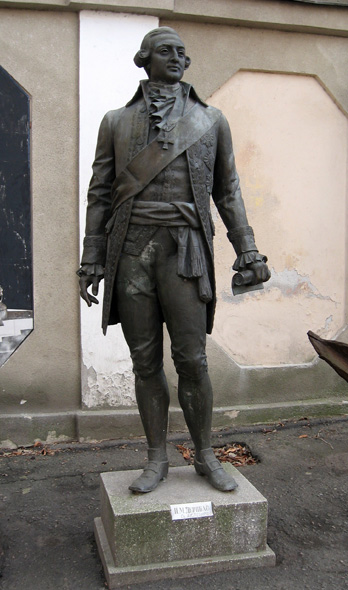
Частини знищеного монумента Засновникам міста у дворі музею: Хосе де Рібас
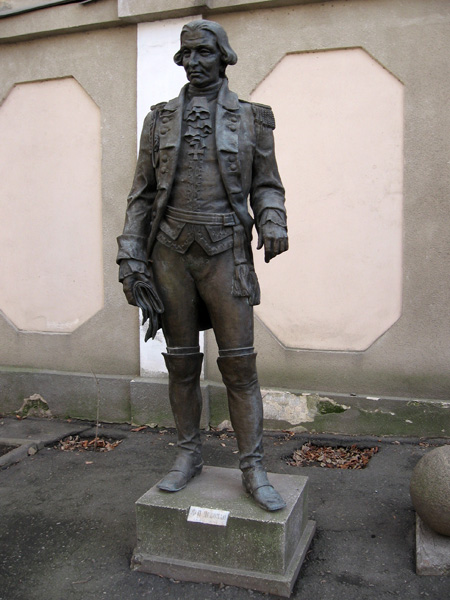
Частини знищеного монумента Засновникам міста у дворі музею: Франц де Воллан
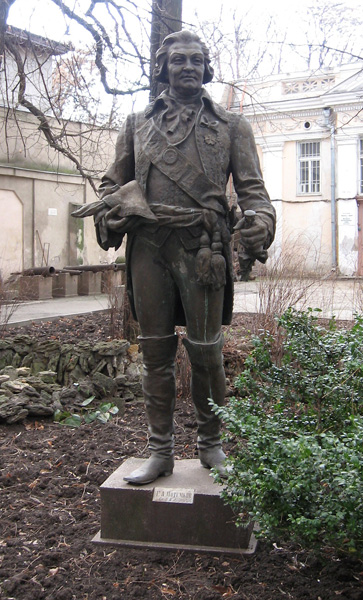
Частини знищеного монумента Засновникам міста у дворі музею: Григорій Потьомкін
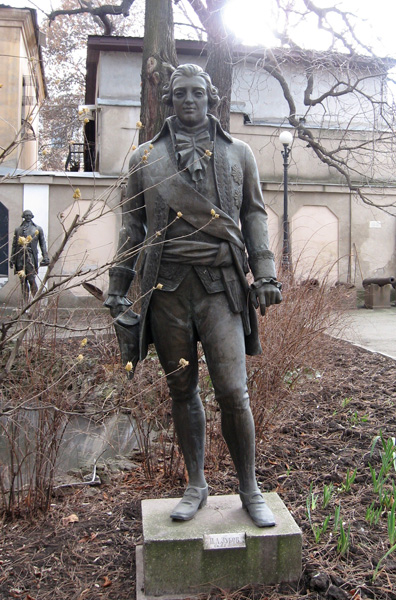
Частини знищеного монумента Засновникам міста у дворі музею: Платон Зубов

## Персоналії
- Коцієвський Олександр Семенович